# Sanduíche de bacon
Sanduíche (português brasileiro) ou sandes (português europeu) de bacon,  bacon bap, rasher sandwich ou bacon sanger é um tipo de sanduíche que consiste de pão, manteiga e bacon na maioria dos países anglófonos, além de geralmente ser acrescido de ketchup ou molhos. A maior parte dos ingredientes do sanduíche de bacon eram conhecidos pelos romanos, porém de acordo com historiadores, as primeiras evidências do preparo do sanduíche surgiram no século XVIII no Reino Unido e Estados Unidos.

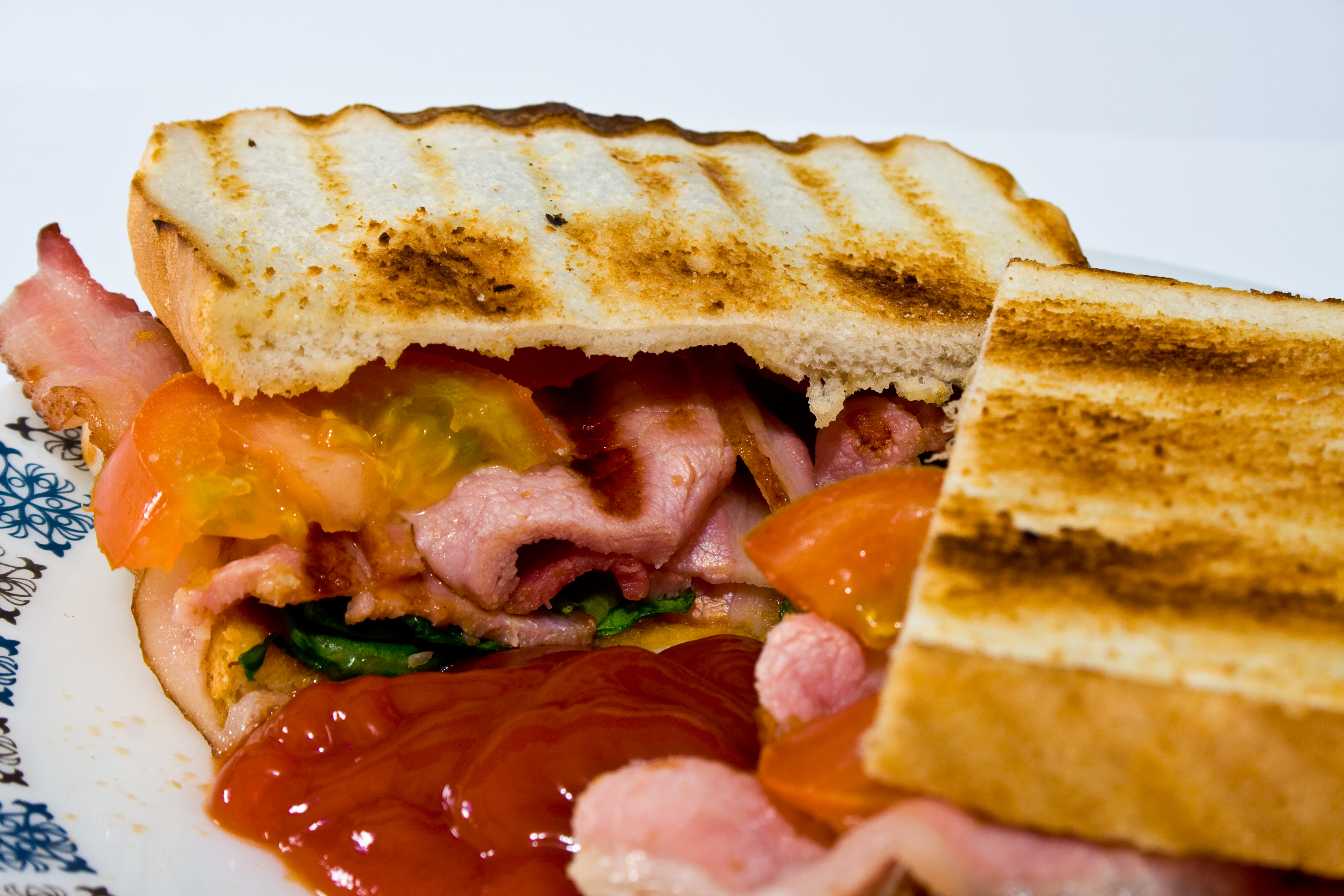
Um sanduíche de bacon cortado ao meio, com pão, bacon e vegetais.

As principais variações do sanduíche de bacon são  o BLT (composto de bacon, alface, tomate e pão), e o BEC (composto de bacon, ovo, pão e queijo) cuja versão mais conhecida é o Egg Mcmuffin do Mcdonald's. O Mcdonald's, o Burger King, o Subway e a Wendy's são algumas das redes de fast-food que já criaram sanduíches de bacon.
Em 2015, o britânico Sam Smith de Londres, mudou oficialmente seu nome para Bacon Double Cheeseburger, em homenagem ao sanduíche homônimo feito com bacon do Burger King. Em entrevista ao jornal Evening Standard, Cheeseburguer afirmou que a ideia original surgiu num pub com amigos e semanas depois o serviço de documentação do Reino Unido enviou a nova documentação para assinatura e mudança oficial.